# Lakeland (Minnesota)
Lakeland és una població dels Estats Units a l'estat de Minnesota. Segons el cens del 2000 tenia 1.917 habitants.

## Demografia
Segons el cens del 2000, Lakeland tenia 1.917 habitants, 691 habitatges, i 556 famílies. La densitat de població era de 352,5 habitants per km².
Dels 691 habitatges en un 37,9% hi vivien nens de menys de 18 anys, en un 71,9% hi vivien parelles casades, en un 6,4% dones solteres, i en un 19,5% no eren unitats familiars. En el 14,3% dels habitatges hi vivien persones soles el 3,5% de les quals corresponia a persones de 65 anys o més que vivien soles. El nombre mitjà de persones vivint en cada habitatge era de 2,77 i el nombre mitjà de persones que vivien en cada família era de 3,07.
Per edats la població es repartia de la següent manera: un 26,4% tenia menys de 18 anys, un 6,5% entre 18 i 24, un 29,2% entre 25 i 44, un 31,2% de 45 a 60 i un 6,6% 65 anys o més.
L'edat mediana era de 39 anys. Per cada 100 dones de 18 o més anys hi havia 97,9 homes.
La renda mediana per habitatge era de 76.530 $ i la renda mediana per família de 79.772 $. Els homes tenien una renda mediana de 50.540 $ mentre que les dones 37.222 $. La renda per capita de la població era de 30.019 $. Entorn del 2,1% de les famílies i el 3,1% de la població estaven per davall del llindar de pobresa.

## Poblacions més properes
El següent diagrama mostra les poblacions més properes.